# Río Bílina
El río Bílina es un río de la región checa de Ustí nad Labem, de 82 km de longitud, que fluye en dirección este por la ladera sur de los montes Metálicos hasta desembocar en el río Elba.